# تامی کرک
تامس لی کرک (انگلیسی: Thomas Lee Kirk؛ ۱۰ دسامبر ۱۹۴۱ – ۲۸ سپتامبر ۲۰۲۱) بازیگر آمریکایی بود. او بیشتر برای نقش‌آفرینی‌هایش در فیلم‌های ساختهٔ استودیو سینمایی والت دیزنی معروف است. وی بین سال‌های ۱۹۵۵ تا ۲۰۰۱ میلادی فعالیت می‌کرد.

## گزیده فیلم‌شناسی
- ملکه برفی (۱۹۵۷)
- سخت‌تر شدن اوضاع (۱۹۵۷)
- حمله مدل ۶۰ فوتی (۱۹۵۵)
- دود اسلحه (۱۹۵۶)
- آقای نواک (۱۹۶۳)
- پارتی شبانه دخترها (۱۹۶۴)
- مریخ به زنان نیاز دارد (۱۹۶۷)
- خیابان‌های سان‌فرانسیسکو (۱۹۷۳)